# Grande Muralha CfA2

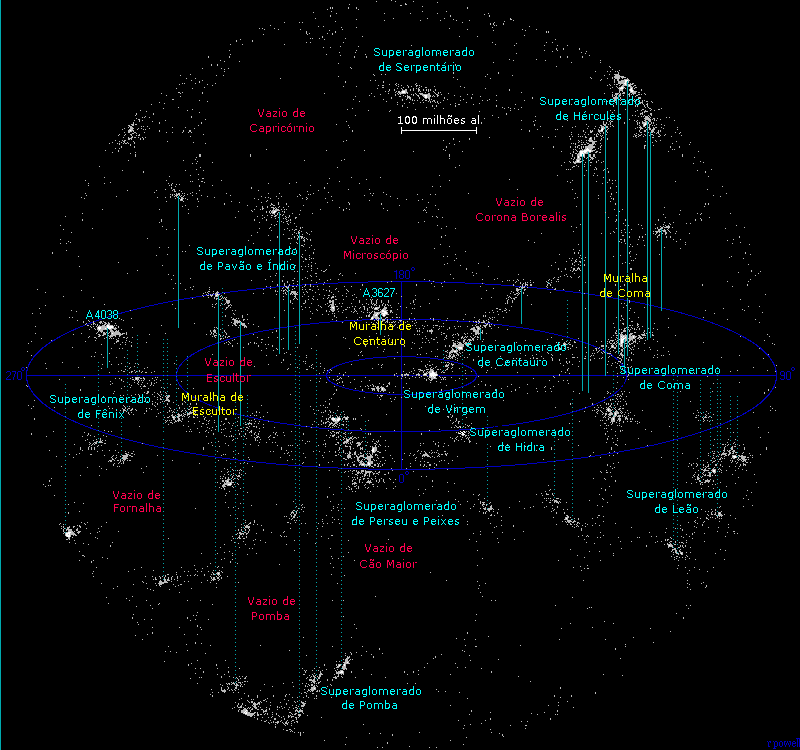
A Grande Muralha inclui os superaglomerados de Hércules, Cabeleira e Leão, nessa representação do universo num raio de 500 milhões de anos-luz.

A Grande Muralha (também denominada Muralha da Cabeleira ou Muralha de Coma), por vezes referida especificamente como Grande Muralha CfA2, é uma das maiores super-estruturas do Universo (as maiores sendo o complexo Huge-LQG e a Grande Muralha Hércules-Corona Borealis). Trata-se de um filamento galáctico situado a 200 milhões de anos-luz da Terra cujas dimensões superam 500 milhões de anos-luz de comprimento, 300 milhões de anos-luz de largura e 15 milhões de anos-luz de espessura, e inclui o superaglomerado de Hércules, o superaglomerado da Cabeleira e o aglomerado de Leão.
A Grande Muralha foi descoberta em 1989 por Margaret Geller e John Huchra, baseando-se em dados de um levantamento em desvio para o vermelho do CfA Redshift Survey.
Ainda não se sabe até onde essa muralha se estende, devido à localização da Terra no plano galáctico da Via Láctea. O gás e poeira da Via Láctea (que forma uma região conhecida como a Zona de Evitamento) obscurece a visão do céu pelos astrônomos, o que impossibilitou que determinassem se a muralha termina ou tem continuidade além dos limites em que podem observá-la.
De acordo com o modelo padrão para a evolução do universo, tais estruturas como a Grande Muralha se agrupam lado a lado e seguem redes de cordas de  matéria escura. Acredita-se que essa matéria escura determina a estrutura do universo em grande escala. A matéria escura atrai matéria bariônica, e é essa matéria "convencional" que os astrônomos observam formando muralhas longas e tênues de superaglomerados de galáxias.